# Chiesa di Santa Maria Assunta (Lavarone)
La chiesa di Santa Maria Assunta è la parrocchiale di Cappella, frazione di Lavarone in Trentino. Appartiene alla zona pastorale Valsugana - Primiero dell'arcidiocesi di Trento e risale al XVIII secolo.

## Storia

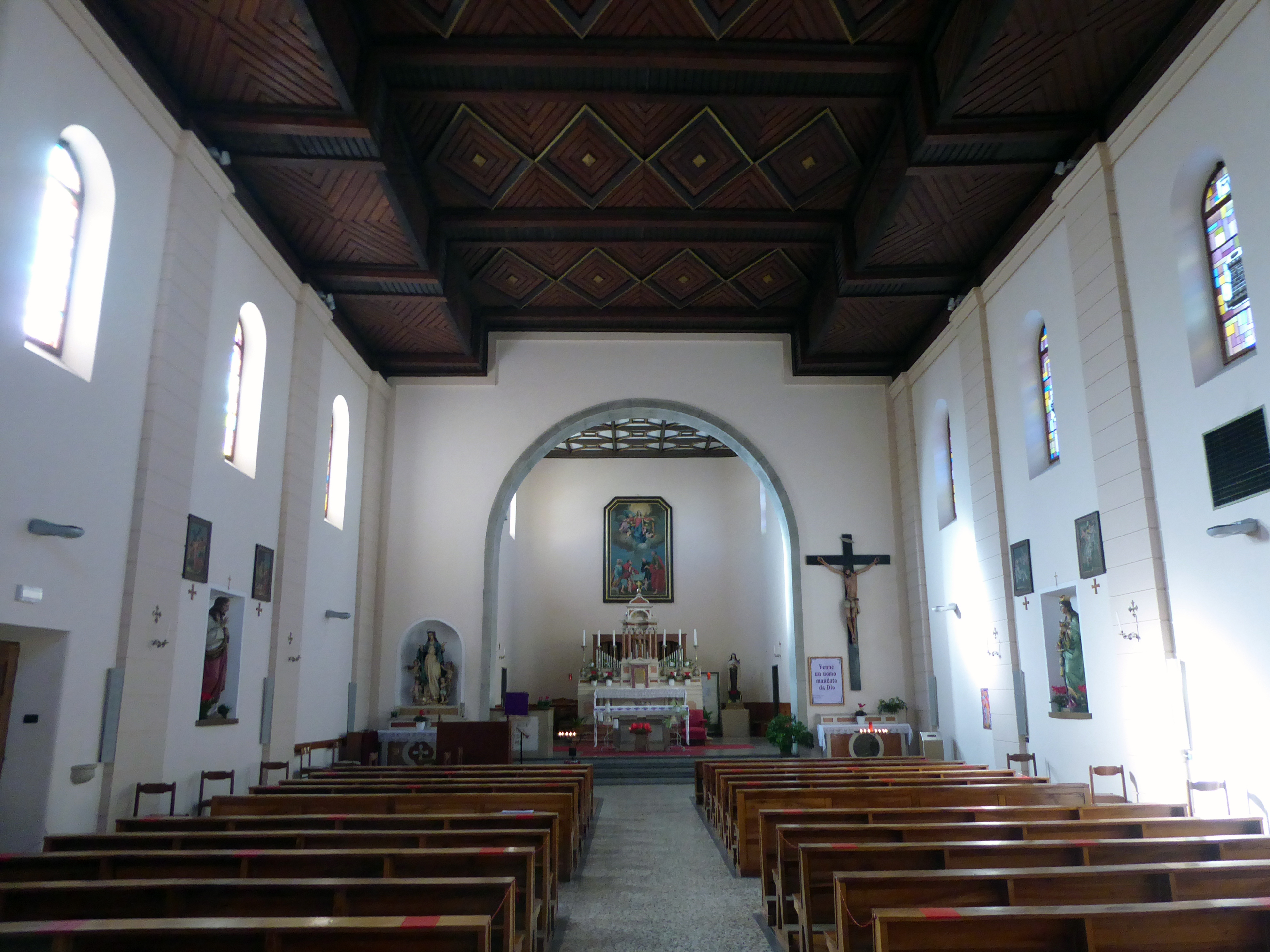
Interno

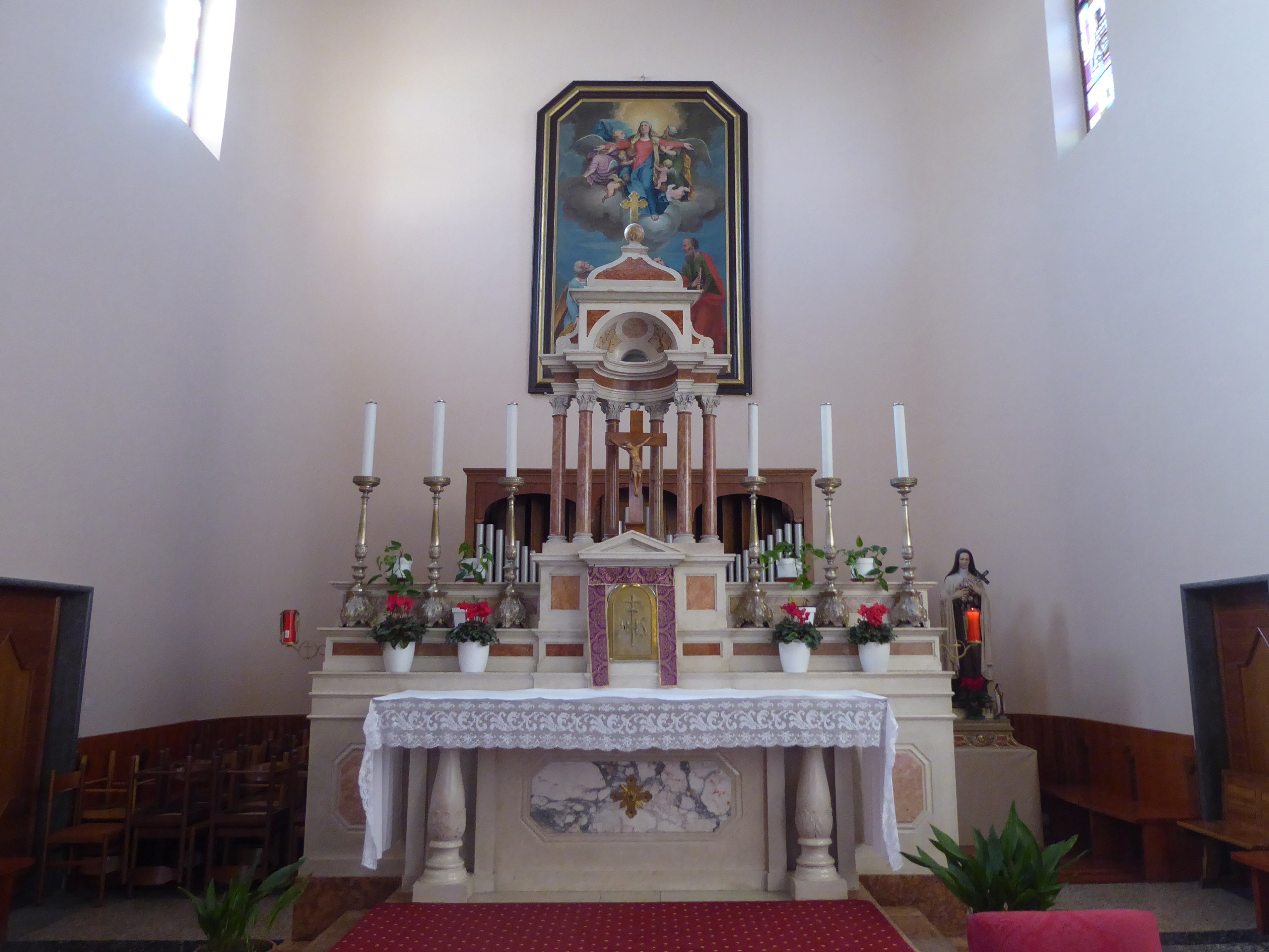
Altare maggiore

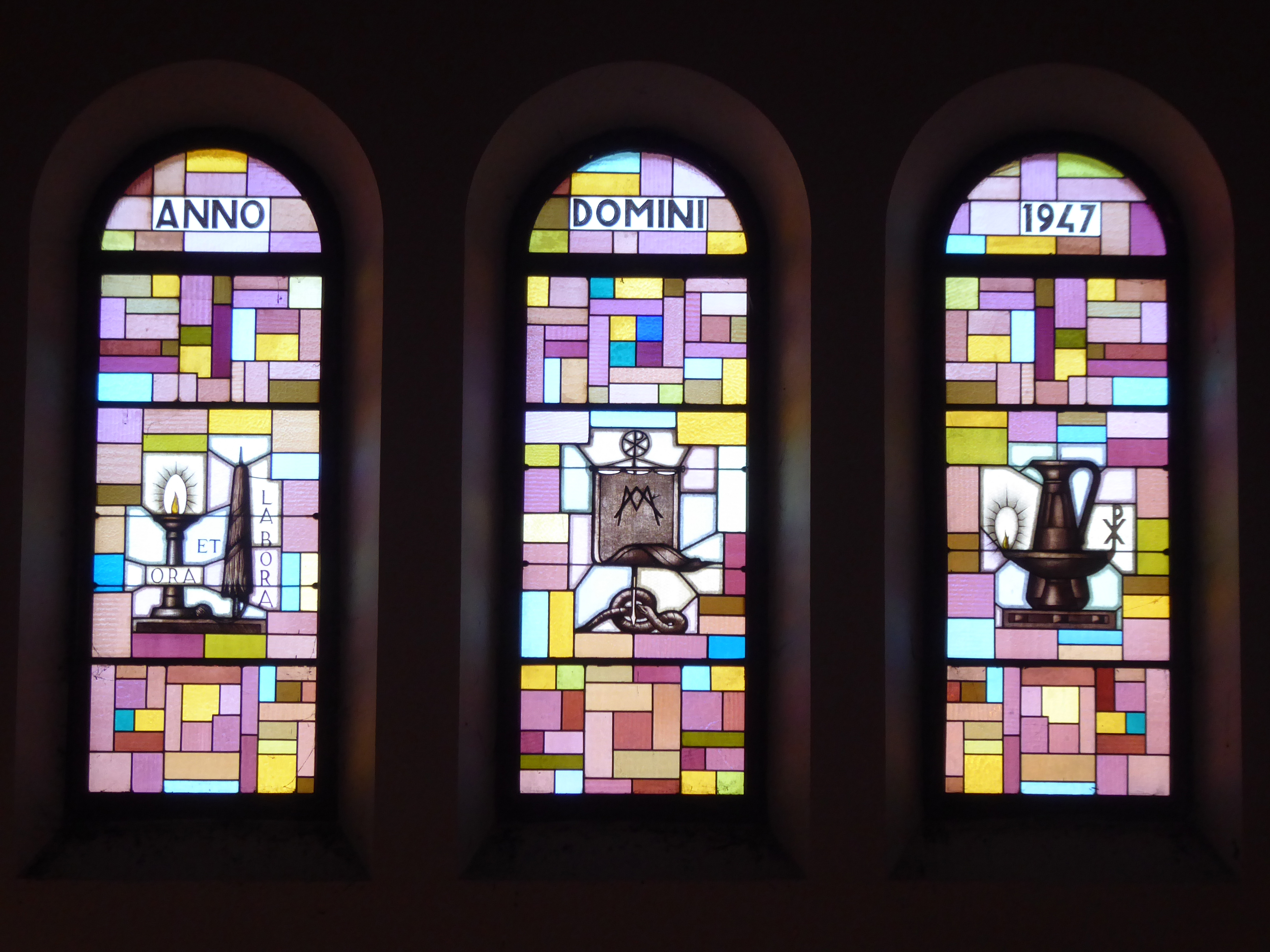
Le vetrate della facciata

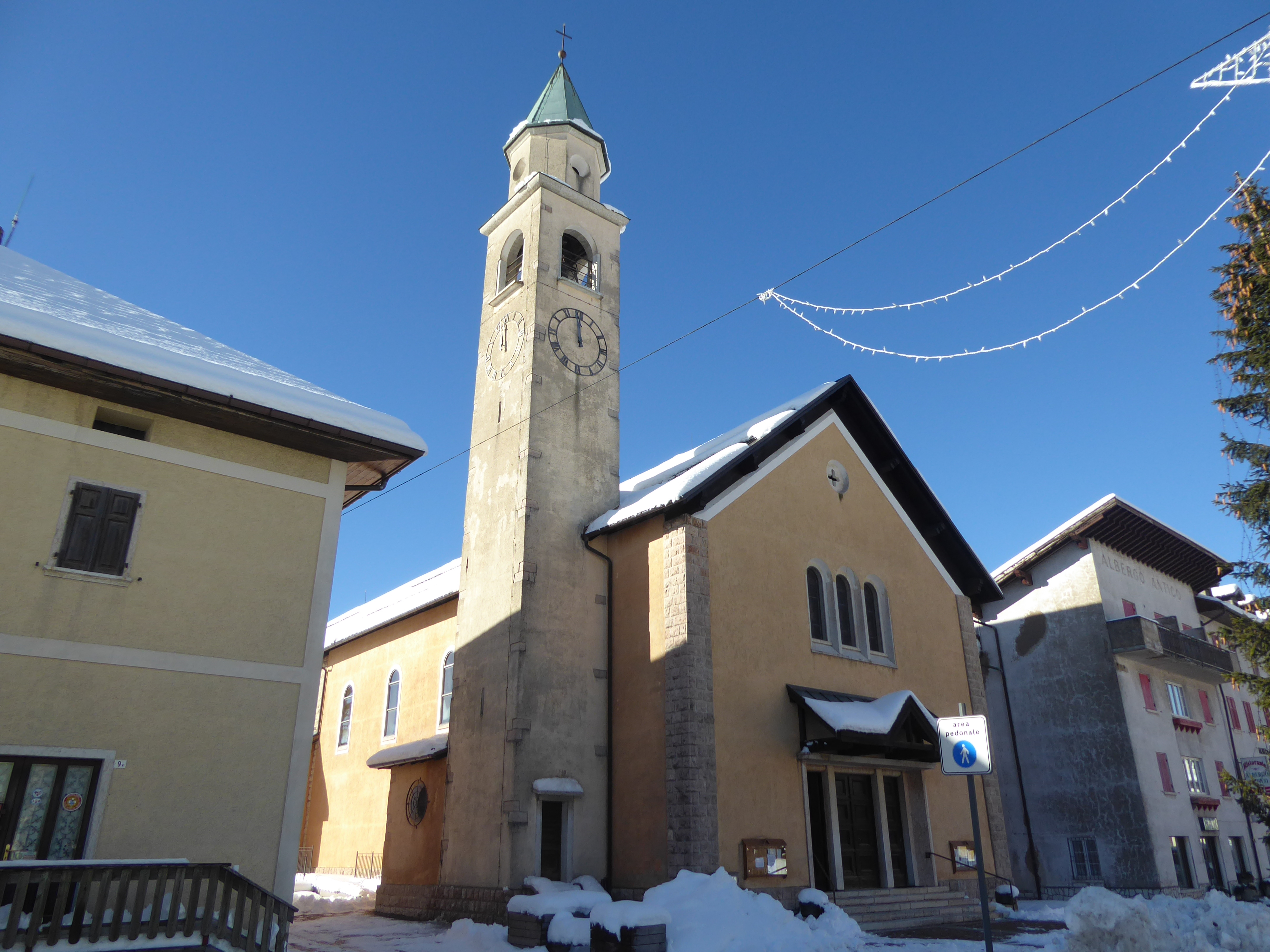
Vista laterale

La costruzione del luogo di culto nella piccola frazione di Cappella iniziò nel 1759 quando il vescovo di Feltre Andrea Antonio Silverio Minucci, negli atti di una sua visita pastorale, concesse ai fedeli del luogo l'erezione della chiesa come sussidiaria della pieve di Calceranica, la chiesa di Santa Maria Assunta. La dedicazione della piccola chiesa di Lavarone Cappella fu quindi determinata da questa circostanza.
Dopo una prima fase i lavori rallentarono e circa dieci anni dopo, quando finalmente la chiesa venne aperta al culto risultò ancora incompleta. Del progetto iniziale, rivelatosi troppo oneroso, rimase solo il presbiterio, mentre il resto dell'edificio dopo alcuni anni venne abbattuto.
Nel 1786 si registrò il passaggio dell'intera area dalla giurisdizione ecclesiastica della diocesi di Feltre a quella di Trento. Durante la prima metà del XIX secolo la chiesa venne ampliata e completata e così durante la sua visita pastorale effettuata in quel periodo il vescovo di Trento Giovanni Nepomuceno de Tschiderer la descrisse positivamente e promise la concessione di un curato. I lavori proseguirono con l'installazione di campane prodotte dalla fonderia Colbacchini di Bassano e la solenne consacrazione venne celebrata nel 1864 dal vescovo Benedetto Riccabona de Reichenfels.
Nel 1909 venne elevata a dignità parrocchiale e tre anni più tardi, per iniziativa del comune di Lavarone, sulla torre campanaria fu installato un orologio prodotto dalla ditta Pestersutz di Rovereto. Nel 1912 vi fu una nuova modifica nella giurisdizione ecclesiastica e le due chiese parrocchiali di Lavarone Chiesa e Lavarone Cappella si staccarono dal decanato di Levico e confluirono in quello di Folgaria, che si stava formando.
Nel primo dopoguerra si ripararono i danni bellici e in particolare il Regno d'Italia si assunse l'onere di sostituire le campane, requisite dall'Austria, commissionandole alla ditta Colbacchini. Nel 1928, a lavori conclusi, il vescovo Celestino Endrici vi si recò in visita.
In pieno periodo bellico, nel 1943 si progettò di abbattere e ricostruire l'intero edificio ad eccezione della torre campanaria. I lavori procedettero con difficoltà e ancora nel 1947 i lavori non erano ultimati, mancando la pavimentazione della sala e l'altare maggiore, tuttavia l'edificio venne benedetto e riaperto al culto. La nuova costruzione assunse un aspetto romanico moderno. Anche la solenne consacrazione fu celebrata in quell'anno ma il pavimento venne posato solo nel 1951.
Nuove migliorie continuarono poi sino agli anni ottanta e comportarono l'adeguamento liturgico, la ritinteggiatura generale, l'elettrificazione del castello della campane e l'installazione di un nuovo orologio. Per il cinquantesimo anniversario della sua consacrazione l'edificio fu oggetto di interventi conservativi e alla facciata venne aggiunta una pensilina.

## Descrizione

### Esterno
L'edificio ha orientamento verso sud-ovest. Il prospetto principale ha una struttura semplice, a capanna con due spioventi. Il portale di accesso è architravato è suddiviso in tre parti ed è sormontato da una tettoia. Vi si accede da una piccola scalinata. In alto un'ampia finestra a trifora porta luce nella sala. Sia la facciata principale sia le laterali sono marcate da paraste. La torre campanaria, che è la parte più antica della struttura, si trova alla sinistra e la cella si apre con quattro monofore. La copertura ha la forma di piramide a base ottagonale.

### Interno
La navata interna è unica e suddivisa in cinque campate. Vicino all'arco santo sono posti due altari laterali. Il presbiterio è leggermente rialzato ed ha pianta rettangolare e l'altar maggiore risale al XIX secolo. Le diciotto monofore che portano luce alla sala sono arricchite da vetrate policrome disegnate da Carlo Bonacina e installate dalla ditta Parisi di Trento. L'organo a canne è stato costruito da Inzoli di Crema nel 1974.